# NGC 1294
NGC 1294 é uma galáxia elíptica (E-S0) localizada na direcção da constelação de Perseus. Possui uma declinação de +41° 21' 38" e uma ascensão recta de 3 horas, 21 minutos e 40,0 segundos.
A galáxia NGC 1294 foi descoberta em 17 de Outubro de 1786 por William Herschel.